# Giovanni Battista Morgagni

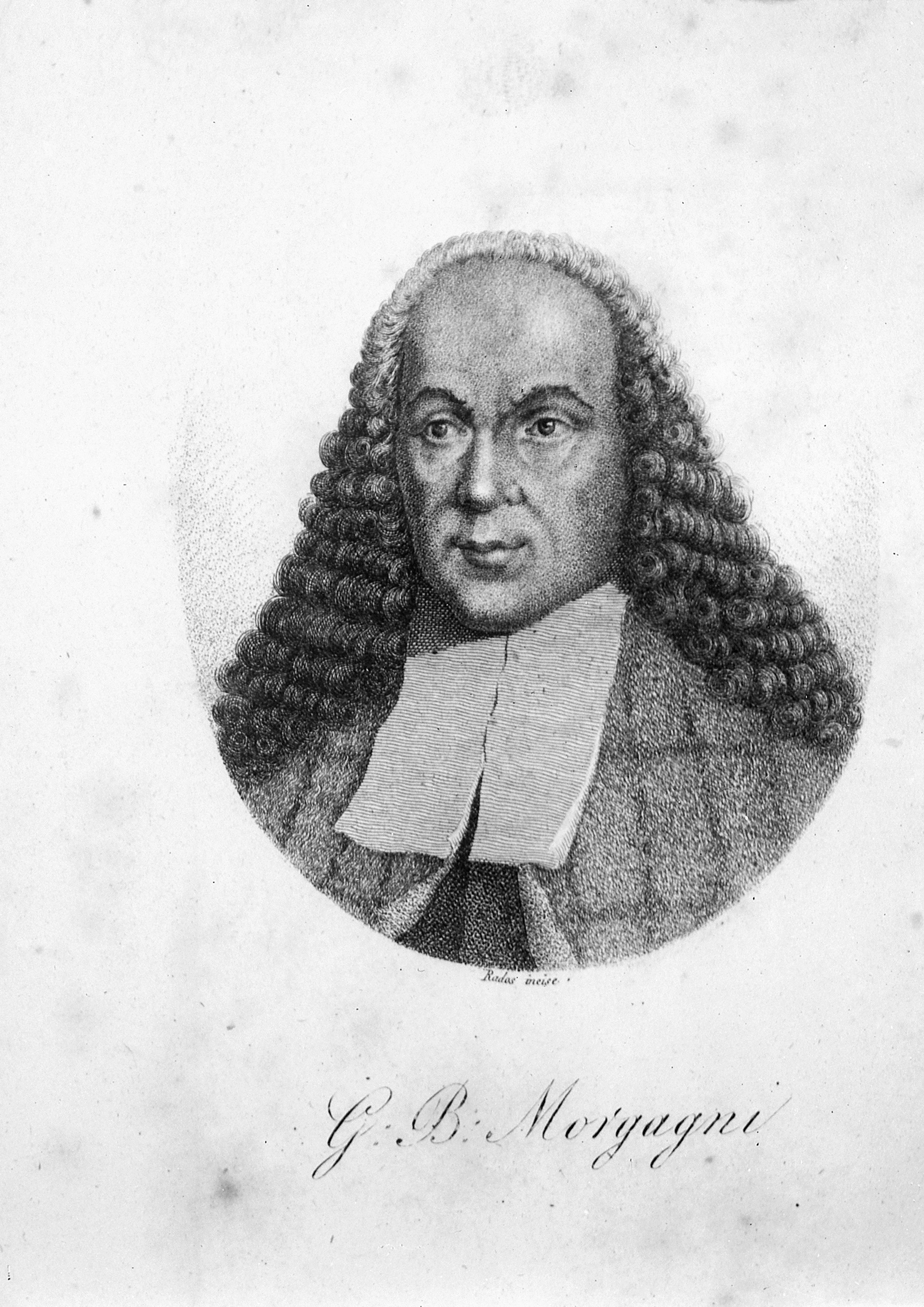
Professor Morgagni in Padua

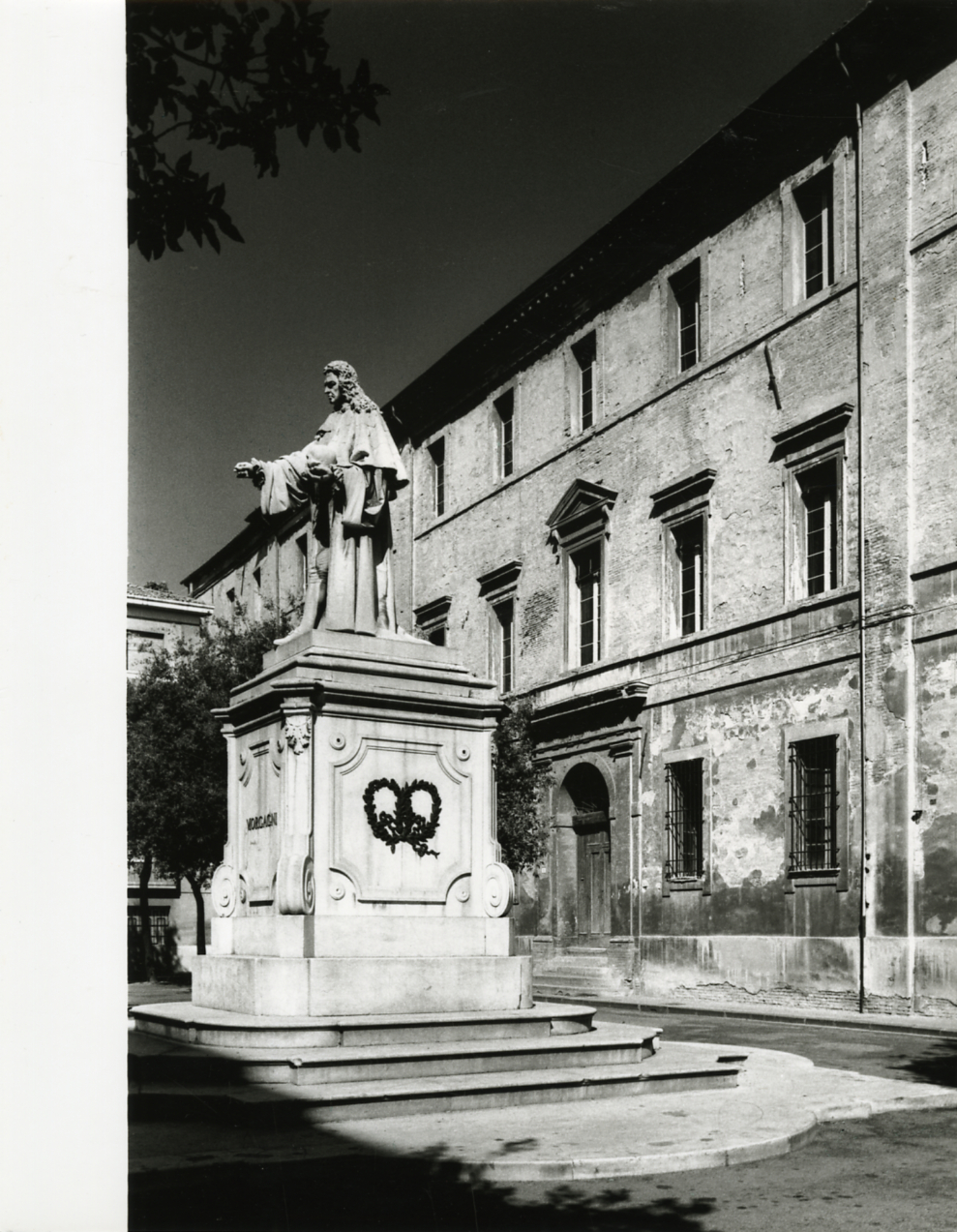
Standbeeld in Forli, zijn geboortestad

Giovanni Battista of Giambattista Morgagni (Forli, 25 februari 1682 – Padua, 5 december 1771) was hoogleraar geneeskunde en anatomie aan de universiteit van Padua in de republiek Venetië. Zijn faam reikte in zijn tijd over heel West-Europa. Morgagni hervormde het geneeskundeonderwijs van een leer van humores of lichaamssappen naar een ziektenleer met anatomische observaties van letsels. Morgagni was een van de vaders van de anatomopathologie in een tijdperk dat er geen microscopen waren. Met het blote oog observeerde hij anatomische letsels en verbond deze logisch met ziekten.
Zijn werk De sedibus et causis morborum per anatomen indagatis was de vrucht van zestig jaar academisch onderzoek; het werd het standaardwerk van anatomopathologie aan Westerse universiteiten tot in de 19e eeuw.

## Levensloop

### Forli 1682-1696
Morgagni groeide op in Forli, in de Pauselijke Staat. Zijn ouders ware Fabrizio Morgagni en Maria Tornielli, welgestelde burgers van Forli. Morgagni deed zijn middelbare studies in Forli en trok als zestienjarige naar de universiteit van Bologna, een andere stad in de Pauselijke Staat.

### Bologna 1696-1707
Morgagni studeerde vijf jaar filosofie en geneeskunde (1696-1701) in Bologna. Hier werd hij onderlegd in de nieuwe medische methoden volgens Marcello Malpighi (1628-1694). Zijn leermeesters Antonio Maria Valsalva (1666-1723), Giacomo Sandri en Ippolito Francesco Albertini waren allen leerling geweest bij Malpighi. De traditionele leer van humores of lichaamssappen werd opzij gezet. De aandacht ging naar anatomische observaties door de medicus. 
Na zijn studies (1701) bleef Morgagni verbonden aan de universiteit als assistent anatomie bij professor Valsalva (1699-1707). Zo hielp hij Valsalva met een systematische beschrijving van het menselijk oor en strottenhoofd. Morgagni werd een gedreven onderzoeker. Morgagni werd in Europa net zo bekend als zijn baas met de publicatie van zijn boek Adversaria Anatomica (1706). Het was het eerste van een serie anatomopathologische rapporten: anatomische letsels werden beschreven in het kader van ziektenleer. Daarnaast hield hij een logboek bij van interessante casussen. Morgagni had immers de gewoonte om al zijn medische bevindingen bij patiënten op schrift te stellen. In de drie ziekenhuizen van Bologna nam hij deel aan de lijkschouwingen.
In Bologna reageerde de omgeving vijandig naar Morgagni toe. Morgagni vreesde op zeker moment voor zijn leven en liet zijn testament opstellen (1705). In 1707 verliet hij de Pauselijke Staat voor Venetië, hoofdstad van de gelijknamige republiek. Hij had zich gerealiseerd dat een leerstoel voor hem in Bologna er nooit zou komen.

### Venetië 1707-1709
In Venetië studeerde Morgagni bij. Hij ging in de leer bij apotheker en chemicus Giovanni Girolamo Zannichelli. Daarnaast perfectioneerde hij zijn anatomische kennis bij de anatoom van de Venetiaanse ziekenhuizen Gian Domenico Santorini. Tegelijkertijd hoopte hij op een leerstoel in Padua, want het was de Senaat van de republiek Venetië die de benoemingen deed. Regelmatig reisde Morgagni van Venetië naar Padua om op de hoogte te blijven van het academisch onderwijs. Bij uitgeverijen in Venetië kocht hij meerdere medische handboeken. De Senaat schonk hem echter geen leerstoel. Morgagni keerde terug naar zijn geboortestad Forli.

### Forli 1709 - 1711
In Forli bouwde Morgagni een medische praktijk uit. Zijn opgedane kennis in Bologna en Venetië kwam te pas. Hij verzorgde zijn relaties met buitenlandse medici. In deze periode leerde hij Paola Vergeri kennen met wie hij huwde (1712). De benoeming tot hoogleraar in Padua kwam er uiteindelijk toch. 

### Padua 1711 – 1771
De dertigjarige Morgagni verhuisde naar Padua waar hij de volgende zestig jaren doceerde. 
In 1711 verwierf hij de leerstoel theoretische geneeskunde en in 1715 de leerstoel anatomie. Reeds in zijn eerste les (1712) doceerde hij een nieuwe methode voor het geneeskundeonderwijs. Klinische tekenen bij de patiënt koppelde hij aan post-mortem bevindingen. Samen met andere hoogleraren ijverde hij voor de invoering van de empirische geneeskunde volgens Malpighi, eerder dan geschriften van medici uit de Klassieke Oudheid voor te lezen. Morgagni pleitte voor een wetenschappelijke bijwerking van al deze oude geschriften. In 1713 werd hij toegelaten tot het College van Medici van Padua. In 1718 volgde een benoeming tot docent anatomie aan de ziekenhuizen van Venetië. Met zijn vervolg op de serie boeken Adversaria Anatomica oogstte hij succes dat verder ging dan de grenzen van de republiek Venetië. Studenten uit heel Italië en uit het Rooms-Duitse Rijk schreven zich in aan de universiteit van Padua. Morgagni werd lid van de Royal Society in Londen (1724), lid van de Académie royale des Sciences in Parijs (1731), de Keizerlijke Academie van Wetenschappen in Sint-Petersburg (1735) en de Academie van Wetenschappen van Berlijn (1754). Hij correspondeerde onder meer met de universiteit van Leiden en het Habsburgse hof in Wenen.
In 1761 publiceerde Morgagni zijn meesterwerk: De sedibus et causis morborum per anatomen investigatis. Zestig jaar academisch onderzoek met zijn nieuwe methode voor ziekteleer kristalliseerde in dit werk. Het bevestigde Morgagni’s faam als anatomopatholoog. Er volgden twee herdrukken van de Latijnse versie in vier jaar tijd. Een Engelse vertaling werd gepubliceerd in 1769 en een Duitse in 1776. Franse en Italiaanse vertalingen werden verder uitgegeven tot in de 19e eeuw.
Morgagni stierf in Padua in 1771. Hij werd begraven in de kerk van Santo Massimo. In 1773 kocht de universiteit van Padua van de oudste dochter Paola Giovanna, een kloosterzuster, zijn boekencollectie en documentatie. Het ging om meer dan 5.000 stuks, waarvan twee derde van medische aard was en de overige taalkundige en historische werken. De universiteit betaalde er 1.500 gouden dukaten voor.

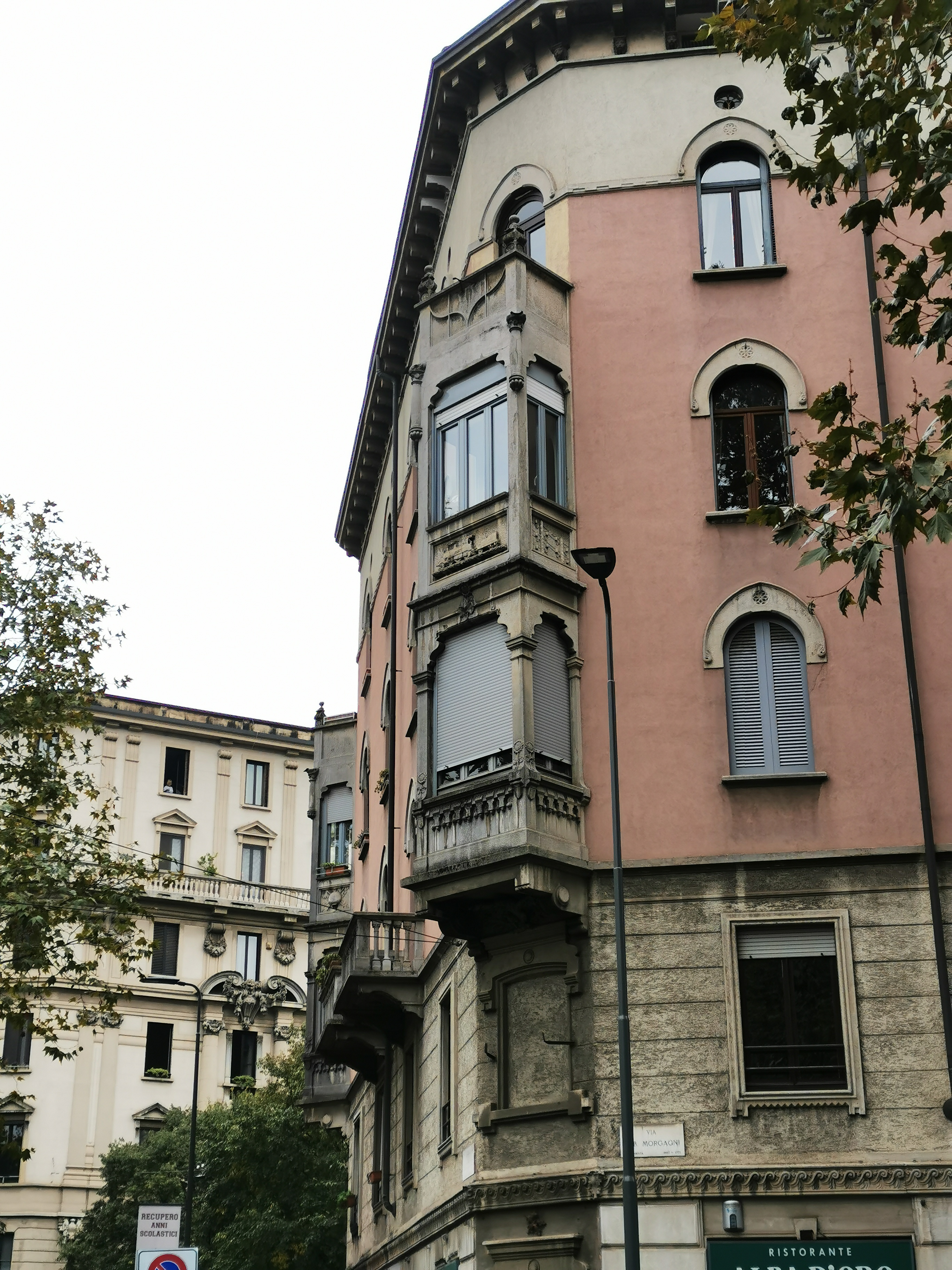
Via Giovanni Battista Morgagni in Milaan

## Persoonlijkheid
Over Morgagni zeiden zijn tijdgenoten dat hij welbespraakt in het Latijn was en in het algemeen een uitstekende redenaar was. Hij zocht gezelschap op voor discussie en niet alleen voor medische onderwerpen. Morgagni interesseerde zich in archeologie, geologie van Italië en een enkele keer in meteorologie.

## Eerbewijzen
In 1719 ontving Morgagni het burgerschap van de stad Forli. 
De studenten in Padua noemden hem de ‘prins der anatomen’ en ‘zijn anatomische majesteit’.
In de 19e eeuw pochte Francesco Puccinotti (1866) dat een derde van het menselijk lichaam ontdekt en beschreven is door Morgagni.
Menig ziekenhuis, instelling, universiteitsaula en straatnaam in Italië is vernoemd naar Morgagni. Zowel in zijn geboortestad Forli als in Padua is er een standbeeld voor hem geplaatst. In Padua staat dit op de Prato della Valle.

## Structuren van het menselijk lichaam en ziekten naar hem vernoemd
Structuren van het menselijk lichaam:
- Sinus van Morgagni: holte bovenaan in de keel
- Ventrikel of holte van Morgagni: uitstulping van het strottenhoofd tussen de valse en echte stembanden
- Kraakbeen van Morgagni: kraakbeenstukjes in het strottenhoofd, die niet bij iedereen aanwezig zijn
- Het bovenste uitsteeksel van het ethymoidbeen
- De kanaaltjes van Morgagni: kleine gangetjes van speekselklieren onder de tong gelegen
- De kwab van Morgagni of de pyramidale kwab van de schildklier
- Aortasinussen van Morgagni, ook genoemd aortasinussen van Valsalva: drie verbredingen van de aorta juist boven de aortaklep van het hart.
- De knobbeltjes van Morgagni gelegen aan de vrije randen van de pulmonalisklep van het hart
- Foramen of opening van Morgagni: een opening vooraan in het middenrif
- Staar of cataract van Morgagni: een vorm van cataract in het oog
- Tuberkels of knobbeltjes van Morgagni: talgklieren onder de tepel (niet melkklieren)
- De frenula van Morgagni of de streng aan de ileocaecale klep in de dikke darm
- Zuilen van Morgagni in de endeldarm
- Hydatide van Morgagni of appendix testis: een blaasvormig aanhangsel boven aan de teelbal
- De gesteelde hydatide van Morgagni aan de eierstok
- Lacunes van Morgagni: holtes rond de urethra van de man
- Een kuiltje in de urethra van de man.

Ziekten:
- Hernia van Morgagni: het doorschuiven van de maag naar de borstholte doorheen de opening van Morgagni
- Syndroom van Morgagni-Stewart-Morel: een zeldzaam syndroom van obesitas gekenmerkt door botverdikking. Morgagni beschreef de botverdikking Hyperostosis frontalis interna bij een vrouw.
- Morgagni-Adams-Stokes syndroom, ook bekend als Adams-Stokes syndroom genoemd later naar twee 19e-eeuwse medici. Morgagni beschreef de combinatie van zwakke hartslag en epilepsie.
- Leverschrompeling van Morgagni-Laënnec,[7] tegenwoordig bekend als cirrose van de lever.
- Daarnaast gaf hij in De sedibus et causis morborum per anatomen indagatis beschrijvingen van maagzweer, aneurysma, tuberculose van de nier, acute geelzucht, lobaire pneumonie waarbij het longweefsel het uitzicht krijgt van leverweefsel, hersenverettering ten gevolge van etter in het binnenoor alsook de ‘regel van Valsalva’. De regel van Valsalva geldt bij een beroerte: het hersenletsel zit aan de tegenovergestelde kant als de verlamde kant.

## Werken

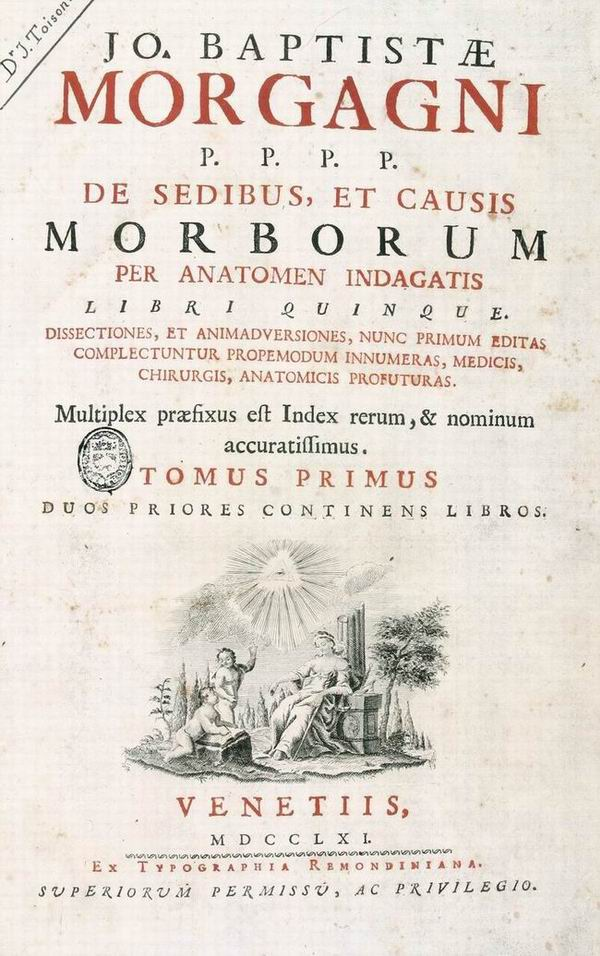
De sedibus et causis morborum per anatomen indagatis (1761)

- Adversaria anatomica prima (Bologna, 1706). Eerste van een serie van anatomopathologische beschrijvingen. Dit werk maakte zijn naam internationaal bekend. Morgagni behandelde de ziektenleer volgens anatomische letsel. Hij begon telkens met een opsomming van wat gepubliceerd is en vervolgens zijn eigen observaties. Hij vergeleek anatomische observaties met de klachten van de patiënt in leven. Elke bespreking bevat veel kruisreferenties naar andere besprekingen.
- Nova institutionum medicarum idea (Padua, 1711).
- Adversaria anatomica altera et tertia (Padua, 1717). Tweede en derde boek van de serie ‘Adversaria anatomica’
- Adversaria anatomica quarta, quinta et sexta (Padua, 1719)). Vierde, vijfde en zesde boek van de serie
- Epistolae anatomicae duae novas observationes et animadversiones complectentes (Padua, 1718).
- Epistolae anatomicae duodeviginti ad scripta pertinentes celeberrimi viri Antonii Mariae Valsalvae (Venetië, 1740). In dit boekwerk over de twaalfvingerige darm bracht hij eer aan zijn overleden leermeester Valsava.
- De sedibus et causis morborum per anatomen indagatis (Venetië, 1761). Dit werk werd het standaardwerk van anatomopathologie van generaties medici. Het boek telt 750 bladzijden in dubbele kolommen gedrukt. Het is de vrucht van zestig jaar academisch werk in anatomopathologie. Het bevat een volledige oplijsting van ziekte per ziekte, symptomen en anatomische letsels. Hij eindigt elk item met een eigen kritisch commentaar. In vijf hoofdstukken bespreekt hij een 700-tal ziekten. De meeste zag hij in zijn eigen praktijk; de andere heeft hij gehoord tijdens zijn stage bij Valsalva en zijn stage in Venetië. De vijf delen van het boek behandelen de volgende ziekten. Deel 1: Ziekten van het hoofd. Deel 2: Ziekten van de borstkas. Deel 3: Ziekten van de buik. Deel 4: Algemene ziekten en ziekten die een chirurgisch ingrijpen vergen. Deel 5: Aanvullingen bij de vorige vier delen.
- Opuscula miscellanea (Venetië, 1763).  Dit is geen medisch werk. Morgagni bespreekt geologie, geschiedenis en archeologie van Italië.
- Opera omnia in quinque tomos divisa (Venetië, 1764).
- Epistolae Aemilianae (Forli, postuum 1931). Dit is geen medisch werk en is te vergelijken met de Opuscula miscellanea uit 1763.
- Consulti medici (Bologna, postuum 1935). Een verzameling van medische notities die tot dan toe niet gepubliceerd waren.